# Evgeniy Grishin (water-polo)
Pour les articles homonymes, voir Evgueni Grichine.
Evgueni Borissovitch Grichine (en russe : Евгений Борисович Гришин, né le 1er octobre 1959 à Moscou, est un joueur de water-polo soviétique. Il est le fils de l'escrimeuse Valentina Rastvorova et du joueur de water-polo Boris Grishin et le frère de l'escrimeuse Yelena Grishina.
Joueur du Dinamo Moscou et de l'équipe d'URSS de water-polo masculin, il est champion olympique aux Jeux olympiques d'été de 1980 à Moscou.
Il remporte les championnats du monde en 1982 et le championnat d'Europe en 1983 et en 1985.
Aux Jeux olympiques de 1988 à Séoul, la sélection soviétique remporte la médaille de bronze.